# Boulevard (film, 1960)
Pour les articles homonymes, voir Boulevard (homonymie).
Pour plus de détails, voir Fiche technique et Distribution.
Boulevard est un film français réalisé par Julien Duvivier sorti en 1960.
Le film est un témoignage de la vie dans le quartier de Pigalle, et plus généralement à Montmartre dans les années 1960.

## Synopsis
Georges dit "Jojo" (Jean-Pierre Léaud) est un adolescent désœuvré qui habite au dernier étage d'un immeuble dans une chambre de bonne. Il monte souvent sur son toit, qui supporte une grande enseigne publicitaire lumineuse, donnant sur la place Pigalle. Il ne travaille pas et cache constamment à son entourage qu'il a faim. Il compte parmi ses voisins Jenny Dorr, une artiste qui se produit dans un cabaret de strip-tease de la place, Giuseppe, un peintre homosexuel qui le dégoute autant qu'il le fascine, Julius Rosenthal, un camelot, et la famille Benazzi dont la fille Marietta ne lui est pas indifférente. 
Il est fâché avec son père Jean, un cafetier du quartier qui est veuf et s'est mis en ménage avec une autre femme avec laquelle il ne s'entends pas. Il est aussi ami avec Dicky, un ancien boxeur qui a raccroché les gants après une défaite qu'il juge truquée. Son voisin Julius lui donne l'adresse d'une imprimerie où il va vendre des revues censées "aider la jeunesse".
Un soir, voulant attendre Jenny à sa sortie de travail, il se saoule dans un bar avec des soldats et assiste à une bagarre. Jenny le soigne, mais comme un enfant et elle le renvoie dans sa chambre. À la foire, Dicky accompagnée par Jenny retrouve sur un stand le boxeur qui l'a mis KO et décide de l'affronter pour se venger. Mais son adversaire le bat à la suite d'un coup bas. Jenny est impressionnée. Elle ramène Dicky chez elle et fait l'amour avec lui. Jojo s'en rend compte et se bat avec lui.
Vexé par Jenny, Jojo se rapproche de Marietta. Il l'emmène sur le toit voir le Sacré-Cœur s'allumer. Un matin, il manque de se faire arrêter par la police pour vente illégale sur la voie publique et doit renoncer à vendre ses revues. Ayant besoin d'argent pour passer du temps avec Marietta, il finit par se résigner à poser en tant que modèle pour l'ami de Giuseppe mais y renonce après une seule séance. Dicky essaie de se réconcilier avec Jojo mais celui-ci refuse. Il va ensuite voir son père pour lui demander de l'argent ce que la belle-mère refuse. Il finit par faucher l'argent auprès de son père qui laisse faire. Dans un café, il aperçoit Marietta sortir avec un autre garçon, qui finit par l'embrasser alors qu'elle semble se laisser faire. Fou de jalousie, il monte sur son toit et se met à casser l'enseigne lumineuse qui s'y trouve, alertant ses voisins qui essaient de le calmer. Voulant le ramener en sécurité, il menace alors de se suicider en se jetant mais son père arrive sur place et lui dit qu'il a chassé la femme avec qui il vivait.
Ils se réconcilient et le film finit par un grand rire de Jojo.

## Fiche technique
- Titre : Boulevard
- Réalisation : Julien Duvivier
- Premier assistant réalisateur : Robert Gendre
- Scénario : d'après le roman de Robert Sabatier (éditions Albin Michel)
- Adaptation : René Barjavel et Julien Duvivier
- Dialogues : René Barjavel
- Photographie : Roger Dormoy
- Cadreur : Robert Schneider
- Montage : Paul Cayatte
- Musique : Jean Yatove
- Chanson chantée par Jean-Claude Pascal, sur des paroles de Jean Dréjac
- Décors : Robert Bouladoux, assisté de Georges Richard et Jean Taillandier
- Son : Antoine Archimbaud
- Scripte girl : Denise Morlot
- Ensemblier : Fernand Chauviret
- Maquillage : Jeannine Lankshear
- Régisseur : Paulette Boréal
- Administrateur : Marcel Bligny
- Producteur : Lucien Viard
- Directeurs de production : Paulette Boréal et Paul Joly
- Assistant de production : Bernard Lapeyre
- Secrétaire de production : Yvonne Eblagon
- Société de production : Orex Films - Société française Théâtre et Cinéma
- Société de distribution : Consortium Pathé
- Tournage dans les studios de Boulogne
- Société Optiphone
- Laboratoire Franay de Saint-Cloud
- Effets spéciaux : LAX
- Pays de production :  France
- Métrage : (2 600 mètres)
- Format : Noir et blanc — 35 mm — 1,37:1 — Son : Mono (Western Electric)
- Genre : Comédie dramatique
- Durée : 95 minutes (1 h 35)
- Date de sortie : 
  - France : 30 novembre 1960

## Distribution
- Jean-Pierre Léaud : Georges Castagnier dit « Jojo », adolescent désœuvré
- Monique Brienne : Marietta Benazzi, la jeune italienne
- Pierre Mondy : Dicky, l'ancien boxeur
- Magali Noël : Jenny Dorr, l'artiste chorégraphique
- Jacques Duby : Giuseppe Amato, le peintre
- Pierre Frag : Julius Rosenthal, le camelot
- Pierre Mirat : M. Benazzi, le père de Marietta (non crédité)
- Hélène Tossy : Mme Benazzi, la mère de Marietta
- Bibi Morat : Pietro Bennazzi, le petit frère de Marietta
- Albert Michel : Gaston Duriez
- Maryse Martin : Mme Duriez
- Mag-Avril : la vieille Joséphine
- Julien Verdier : M. Jean Castagnier, le père de Jojo, cafetier
- Anne Béquet : Marie Castagnier, la belle-mère de Jojo
- Robert Dalban : le forain, animateur de boxe
- Bob Ingarao : Louis Arnavon, un boxeur
- Alexandre Rignault : le manager de boxe
- Raoul Delfosse : le serveur de la buvette
- Aram Stéphan : Hauser, l'imprimeur
- Robert Pizani : Paulo, le sculpteur
- Gérard Fallec : Roger, un jeune amoureux de Marietta
- Jean-Louis Le Goff : le policier en civil qui poursuit Jojo
- Georges Adet : Mr Arthur
- Marcelly : le clown
- Jean-Marie Amato : le clochard qui ramasse les pièces
- Simone Max : une passante
- Nina Myral : la concierge
- Dominique Davray : Catherine, une entraîneuse éméchée
- Hubert Noël : le maquereau
- Paul Uny : le militaire
- Jean Luisi : le corse qui déclenche la bagarre
- Jacques Herlin : le garçon du café où a lieu la bagarre
- Louis Viret : le présentateur des strip-teaseuses
- Jean Minisini : un boxeur
- Betty Beckers : une danseuse
- Alain Beach
- Claudine Berg
- Jacques Bézard
- Lucien Camiret
- Clara Clark
- Amy Collin
- Christine Darnay
- Noël Darzal
- Sylvain Edy
- Gabriel Gobin (non crédité)
- Lydia Rogier

## Autour du film
Denise Morlot, scripte raconte que « ...Duvivier était un peu victime de sa réputation. Le directeur de la photo, Roger Dormoy était anéanti avant de commencer le film. Duvivier qui le sentait trembler, le cherchait toute la journée. "Monsieur, allez chercher votre gomme pour effacer les ombres !" Il aurait préféré que l'autre se rebiffe et lui flanque une baffe. ».